# Ніклас Зюле
Ні́клас Зю́ле (нім. Niklas Süle, нар. 3 вересня 1995, Франкфурт-на-Майні) — німецький футболіст, захисник клубу «Боруссія» (Дортмунд) та національної збірної Німеччини. У складі збірної — володар Кубка Конфедерацій.

## Клубна кар'єра
Народився 3 вересня 1995 року в місті Франкфурт-на-Майні. Розпочав займатись футболом у команді «Рот-Вайсс» (Вальдорф). Звідти він переїхав у 2006 році в молодіжну команду «Айнтрахта» з рідного міста, де перебував до кінця сезону 2008/09, після чого в червні 2009 року перейшов в академію клубу «Дармштадт 98». Проте провівши там лише півроку, в січні 2010 року Зюле став гравцем академії клубу «Гоффенгайм 1899».

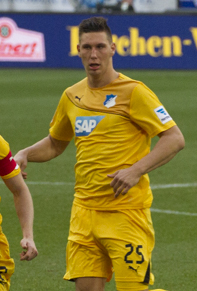
Зюле у складі «Гоффенгайма». 2014 рік.

З сезону 2012/13 став залучатись до матчів другої команди, що грала у Регіоналлізі. 11 травня 2013 року в матчі проти «Гамбурга» Ніклас дебютував у Бундеслізі. 24 вересня в поєдинку Кубку Німеччини проти «Енергі» Ніклас забив свій перший гол за команду. 2 листопада в матчі проти мюнхенської «Баварії» Зюле забив перший гол у Бундеслізі. У другому сезоні незважаючи на свій вік, Ніклас став одним з лідерів оборони «Хоффенхайма». Загалом за п'ять сезонів встиг відіграти за гоффенгаймський клуб 107 матчів в національному чемпіонаті.
Влітку 2017 року Зюле разом із своїм одноклубником Себастьяном Руді приєднався до «Баварії», підписавши п'ятирічний контракт. 5 серпня в матчі за Суперкубок Німеччини проти дортмундської «Боруссії» він дебютував за нову команду. У цьому поєдинку Ніклас завоював свій перший трофей у складі «Баварії». 18 серпня в поєдинку проти «Баєра» Ніклас забив свій перший гол за «Баварію». У своєму дебютному сезоні він став чемпіоном Німеччини. Станом на 23 січня 2022 року відіграв за мюнхенський клуб 104 матчі в національному чемпіонаті.

## Виступи за збірні
2010 року дебютував у складі юнацької збірної Німеччини, разом з якою став фіналістом юнацького (U-17) чемпіонату Європи 2012 року. Всього взяв участь у 34 іграх на юнацькому рівні, відзначившись 5 забитими голами.
З 2014 року залучався до складу молодіжної збірної Німеччини. На молодіжному рівні зіграв у 11 офіційних матчах, забив 1 гол.
2016 року захищав кольори олімпійської збірної Німеччини на Олімпійських іграх 2016 року у Ріо-де-Жанейро.
У складі збірної був учасником розіграшу Кубка конфедерацій 2017 року, відігравши в чотирьох з п'яти матчах турніру і здобувши титул його переможця. 4 червня 2018 року був включений до заявки національної команди для участі у тогорічному чемпіонаті світу в Росії.
| Дата       | Місто                   | Господарі          | Результат | Гості             | Турнір                               | Голи | Примітки |
| ---------- | ----------------------- | ------------------ | --------- | ----------------- | ------------------------------------ | ---- | -------- |
| 31-8-2016  | Менхенгладбах           | Німеччина          | 2 – 0     | Фінляндія         | товариський матч                     | -    | 58'      |
| 6-6-2017   | Брондбю                 | Данія              | 1 – 1     | Німеччина         | товариський матч                     | -    |          |
| 19-6-2017  | Сочі                    | Австралія          | 2 – 3     | Німеччина         | Кубок Конфедерацій                   | -    | 63'      |
| 22-6-2017  | Казань                  | Німеччина          | 1 – 1     | Чилі              | Кубок Конфедерацій                   | -    |          |
| 25-6-2017  | Сочі                    | Німеччина          | 3 – 1     | Камерун           | Кубок Конфедерацій                   | -    |          |
| 2-7-2017   | Санкт-Петербург         | Чилі               | 0 – 1     | Німеччина         | Кубок Конфедерацій                   | -    | 92'      |
| 8-10-2017  | Кайзерслаутерн          | Німеччина          | 5 – 1     | Азербайджан       | Відбір до ЧС 2018                    | -    | 22'      |
| 14-11-2017 | Кельн                   | Німеччина          | 2 – 2     | Франція           | товариський матч                     | -    |          |
| 27-3-2018  | Берлін                  | Німеччина          | 0 – 1     | Бразилія          | товариський матч                     | -    | 68'      |
| 2-6-2018   | Клагенфурт-ам-Вертерзеє | Австрія            | 2 – 1     | Німеччина         | товариський матч                     | -    |          |
| 8-6-2018   | Леверкузен              | Німеччина          | 2 – 1     | Саудівська Аравія | товариський матч                     | -    | 46'      |
| 27-6-2018  | Казань                  | Південна Корея     | 2 – 0     | Німеччина         | ЧС 2018 - 1-й етап                   | -    |          |
| 9-9-2018   | Зінсгайм                | Німеччина          | 2 – 1     | Перу              | товариський матч                     | -    |          |
| 16-10-2018 | Сен-Дені                | Франція            | 2 – 1     | Німеччина         | Ліга націй УЄФА 2018—2019 - 1-й етап | -    |          |
| 15-11-2018 | Лейпциг                 | Німеччина          | 3 – 0     | Росія             | товариський матч                     | 1    |          |
| 19-11-2018 | Гельзенкірхен           | Німеччина          | 2 – 2     | Нідерланди        | Ліга націй УЄФА 2018—2019 - 1-й етап | -    |          |
| 20-3-2019  | Вольфсбург              | Німеччина          | 1 – 1     | Сербія            | товариський матч                     | -    |          |
| 24-3-2019  | Амстердам               | Нідерланди         | 2 – 3     | Німеччина         | Відбір до ЧЄ 2020                    | -    |          |
| 8-6-2019   | Борисов                 | Білорусь           | 0 – 2     | Німеччина         | Відбір до ЧЄ 2020                    | -    |          |
| 11-6-2019  | Майнц                   | Німеччина          | 8 – 0     | Естонія           | Відбір до ЧЄ 2020                    | -    |          |
| 6-9-2019   | Гамбург                 | Німеччина          | 2 – 4     | Нідерланди        | Відбір до ЧЄ 2020                    | -    |          |
| 9-9-2019   | Белфаст                 | Північна Ірландія  | 0 – 2     | Німеччина         | Відбір до ЧЄ 2020                    | -    |          |
| 9-10-2019  | Дортмунд                | Німеччина          | 2 – 2     | Аргентина         | товариський матч                     | -    |          |
| 13-10-2019 | Таллінн                 | Естонія            | 0 – 3     | Німеччина         | Відбір до ЧЄ 2020                    | -    |          |
| 3-9-2020   | Штутгарт                | Німеччина          | 1 – 1     | Іспанія           | Ліга націй УЄФА 2020—2021 - 1-й етап | -    |          |
| 6-9-2020   | Базель                  | Швейцарія          | 1 – 1     | Німеччина         | Ліга націй УЄФА 2020—2021 - 1-й етап | -    | 29' 62'  |
| 10-10-2020 | Київ                    | Україна            | 1 – 2     | Німеччина         | Ліга націй УЄФА 2020—2021 - 1-й етап | -    |          |
| 14-11-2020 | Лейпциг                 | Німеччина          | 3 – 1     | Україна           | Ліга націй УЄФА 2020—2021 - 1-й етап | -    |          |
| 17-11-2020 | Севілья                 | Іспанія            | 6 – 0     | Німеччина         | Ліга націй УЄФА 2020—2021 - 1-й етап | -    | 46'      |
| 2-6-2021   | Інсбрук                 | Німеччина          | 1 – 1     | Данія             | товариський матч                     | -    |          |
| 7-6-2021   | Дюссельдорф             | Німеччина          | 7 – 1     | Латвія            | товариський матч                     | -    | 61'      |
| 19-6-2021  | Мюнхен                  | Португалія         | 2 – 4     | Німеччина         | ЧЄ 2020 - 1-й етап                   | -    | 73'      |
| 2-9-2021   | Санкт-Галлен            | Ліхтенштейн        | 0 – 2     | Німеччина         | Відбір до ЧС 2022                    | -    |          |
| 5-9-2021   | Штутгарт                | Німеччина          | 6 – 0     | Вірменія          | Відбір до ЧС 2022                    | -    |          |
| 8-9-2021   | Рейк'явік               | Ісландія           | 0 – 4     | Німеччина         | Відбір до ЧС 2022                    | -    | 59'      |
| 8-10-2021  | Гамбург                 | Німеччина          | 2 – 1     | Румунія           | Відбір до ЧС 2022                    | -    |          |
| 11-10-2021 | Скоп'є                  | Північна Македонія | 0 – 4     | Німеччина         | Відбір до ЧС 2022                    | -    |          |
| 4-6-2022   | Болонья                 | Італія             | 1 – 1     | Німеччина         | Ліга націй УЄФА 2022—2023 - 1-й етап | -    |          |
| 11-6-2022  | Будапешт                | Угорщина           | 1 – 1     | Німеччина         | Ліга націй УЄФА 2022—2023 - 1-й етап | -    |          |
| 14-6-2022  | Менхенгладбах           | Німеччина          | 5 – 2     | Італія            | Ліга націй УЄФА 2022—2023 - 1-й етап | -    | 87'      |
| 23-9-2022  | Лейпциг                 | Німеччина          | 0 – 1     | Угорщина          | Ліга націй УЄФА 2022—2023 - 1-й етап | -    |          |
| 26-9-2022  | Лондон                  | Англія             | 3 – 3     | Німеччина         | Ліга націй УЄФА 2022—2023 - 1-й етап | -    |          |
| 23-11-2022 | Ер-Раян                 | Німеччина          | 1 – 2     | Японія            | ЧС 2022 - 1-й етап                   | -    |          |
| Усього     |                         | Матчів             | 43        |                   | Голів                                | 1    |          |

## Титули і досягнення
- Чемпіон Німеччини (5):

«Баварія»: 2017-18, 2018-19, 2019-20, 2020-21, 2021-22
- Володар Кубка Німеччини (2):

«Баварія»: 2018-19, 2019-20
- Володар Суперкубка Німеччини (4):

«Баварія»: 2017, 2018, 2020, 2021
- Переможець Ліги чемпіонів УЄФА (1):

«Баварія»: 2019-20
- Переможець Суперкубка УЄФА (1):

«Баварія»: 2020
- Переможець Клубного чемпіонату світу (1):

«Баварія»: 2020
Німеччина (ол.)
- Срібний призер Олімпійських ігор (1): 2016

Німеччина
- Володар Кубка конфедерацій (1): 2017